# Marina Sumić
Marina Sumić (* 18. August 1991 in Split) ist eine kroatische Taekwondoin. Sie startet in der Gewichtsklasse bis 62 Kilogramm.
Sumić nimmt seit dem Jahr 2005 an internationalen Wettkämpfen teil. Bei ihren ersten Titelkämpfen, der Juniorenweltmeisterschaft 2006 in Vietnam, gewann sie in der Klasse bis 49 Kilogramm die Bronzemedaille. Im folgenden Jahr errang sie auch bei der Junioreneuropameisterschaft in Baku Bronze. Erfolgreich lief für Sumić das Jahr 2010. In Charkiw wurde sie in der Klasse bis 62 Kilogramm Junioreneuropameisterin, im Erwachsenenbereich debütierte sie bei der Europameisterschaft in Sankt Petersburg und zog ins Viertelfinale ein, wo sie gegen Haby Niaré ausschied. Den endgültigen Durchbruch in die internationale Spitze schaffte Sumić bei der Weltmeisterschaft 2011 in Gyeongju. In der Klasse bis 62 Kilogramm schlug sie im Halbfinale Karine Sergerie und gewann nach einer Finalniederlage gegen Rangsiya Nisaisom die Silbermedaille. Auch bei der Europameisterschaft 2012 in Manchester zog sie ins Finale ein und gewann nach einer Niederlage gegen Marlène Harnois erneut Silber.
Sumić kam mit sechs Jahren zum Taekwondo. Sie startet für den Verein Zagreb Metalac TK und wird von Marko Novak trainiert. Sie studiert Veterinärmedizin an der Universität Zagreb.